# Tatyana Shishkina
Pour les articles homonymes, voir Shishkina.
Tatyana Nikolayevna Shishkina (russe : Татьяна Николаевна Шишкина), née le 27 avril 1969 à Kouïbychev, est une judokate kazakhe.

## Palmarès international en judo
| Championnats d'Asie | Championnats d'Asie | Championnats d'Asie | Championnats d'Asie |
| Année               | Médaille            | Catégorie           |                     |
| ------------------- | ------------------- | ------------------- | ------------------- |
| 2004                | bronze              | –48 kg              |                     |